# Alice Girard
Ne doit pas être confondu avec la productrice française Alice Girard
Alice Girard (1907 - 1er janvier 1999) était une infirmière et professeure québécoise. Elle est la première femme à occuper le poste de doyenne à l'Université de Montréal.

## Biographie
Alice Girard est née à Waterbury, au Connecticut. Elle arrive au Canada avec sa famille canadienne-française en avril 1918. En 1935, elle obtient un brevet supérieur en pédagogie de l'école normale. Cela l'amène à enseigner aux États-Unis dans un couvent de Dominicaines situé dans l'était du Maine. Par la suite, influencée par une amie, elle complète un diplôme d'infirmière de l'Hopital St-Vincent de Paul, qu'elle obtient en 1931. Durant la dernière année de ses études à l'Hopital St-Vincent de Paul, elle occupe le poste de directrice par intérim. Elle sera ensuite stagiaire durant un an pour le service de santé de la compagnie d'assurance-vie montréalaise La Métropolitaine. Cette expérience la motive à poursuivre ses études à l'Université de Toronto où elle obtient un diplôme en hygiène publique en 1939. En 1942, elle complète un baccalauréat en sciences infirmières à Université catholique d'Amérique à Washington et enchaîne finalement avec une maîtrise en éducation à l'Université de Columbia, d'où elle diplôme en 1944,. En 1948, Alice Girard travaille pour La Metropolitaine à titre de surintendante générale des services infirmiers. En 1958, elle devient la première francophone à présider l'Association des infirmières et infirmiers du Canada (AIIC). De 1961 à 1964, elle collabore aux travaux de la Commission Royale portant sur les services de santé au Canada. En 1962, elle fonde la faculté des Sciences infirmières de l'Université de Montréal et en est la doyenne jusqu'en 1973. C'est ainsi qu'elle devient la première femme à occuper le poste de doyen à l'Université de Montréal. En 1965, elle est la première Canadienne occuper le poste de présidente pour le Conseil international des infirmières. En 1969, l'Université de Toronto lui remet un doctorat honoris causa. En 1975, l'Université de Montréal fait de même et lui décerne aussi un doctorat honoris causa.  
Elle meurt le 1er janvier 1999 à Montréal à l'âge de 91 ans. Elle est inhumée au cimetière Notre-Dame-des-Neiges.  

## Honneurs
- 1968 - Doctorats honoris causa de l'Université de Toronto
- 1975 - Doctorats honoris causa de l'Université de Montréal
- 1977 - Commandeur du très vénérable ordre de Saint-Jean
- 1980 - Dame commandant de l'Ordre de Saint-Lazare
- 1992 - Membre du Club du Recteur de l'Université de Montréal
- 1995 - Officier de l'Ordre du Canada
- 1995 - Chevalier de l'Ordre national du Québec
- Médaille du Centenaire
- Médaille Florence Nightingale de la Ligue de la Croix Rouge Internationale